# London Spy
London Spy is een Brits-Amerikaanse drama-miniserie geschreven en bedacht door Tom Rob Smith in regie van Jakob Verbruggen uitgezonden op BBC 2 van 9 november tot 7 december 2015.
London Spy is een verhaal over twee jonge mannen: Danny (rol van Ben Whishaw) - gezellig en romantisch - verliefd op Alex (rol van Edward Holcroft) - asociaal, raadselachtig, en briljant. Net wanneer ze ontdekken hoe perfect ze voor elkaar zijn, verdwijnt Alex. Danny vindt dan Alex's lichaam. Ze leefden heel verschillende levens: Danny komt uit een wereld van nachtclubs en jeugdige overmoed; Alex, zo blijkt, werkt voor de Secret Intelligence Service. Danny besluit alles in het werk te stellen om de waarheid te weten te komen, maar is niet opgewassen of voorbereid om het tegen de wereld van de spionage op te nemen.
Voor de serie werd gefilmd in Londen, het graafschap Kent, Dartford en het Isle of Grain.

## Rolverdeling
- Ben Whishaw als Daniel Edward Holt
- Jim Broadbent als Scottie
- Edward Holcroft als Alex / Alistair Turner
- Samantha Spiro als detective Taylor
- Lorraine Ashbourne als Mrs. Turner / Nanny
- David Hayman als Mr. Turner / Groundsman
- Clarke Peters als de Amerikaan
- Charlotte Rampling als Frances Turner
- Mark Gatiss als Rich
- Harriet Walter als Claire
- James Fox als James
- Adrian Lester als professor Marcus Shaw
- Riccardo Scamarcio als dubbelganger
- Zrinka Cvitešić als Sara